# Okmulgee
Okmulgee és una ciutat dels Estats Units a l'estat d'Oklahoma. Segons el cens del 2000 tenia 13.022 habitants.

## Demografia
Segons el cens del 2000, Okmulgee tenia 13.022 habitants, 5.135 habitatges, i 3.291 famílies. La densitat de població era de 392,2 habitants per km².
Dels 5.135 habitatges en un 30% hi vivien nens de menys de 18 anys, en un 42,7% hi vivien parelles casades, en un 17,6% dones solteres, i en un 35,9% no eren unitats familiars. En el 32,1% dels habitatges hi vivien persones soles el 14% de les quals corresponia a persones de 65 anys o més que vivien soles. El nombre mitjà de persones vivint en cada habitatge era de 2,38 i el nombre mitjà de persones que vivien en cada família era de 3.
Per edats la població es repartia de la següent manera: un 25,4% tenia menys de 18 anys, un 12,7% entre 18 i 24, un 24,3% entre 25 i 44, un 21,1% de 45 a 60 i un 16,5% 65 anys o més.
L'edat mediana era de 36 anys. Per cada 100 dones de 18 o més anys hi havia 87,5 homes.
La renda mediana per habitatge era de 24.344 $ i la renda mediana per família de 31.015 $. Els homes tenien una renda mediana de 26.105 $ mentre que les dones 19.722 $. La renda per capita de la població era de 13.633 $. Entorn del 19,6% de les famílies i el 24,1% de la població estaven per davall del llindar de pobresa.

## Poblacions més properes
El següent diagrama mostra les poblacions més properes.